# Bidvest Wits Football Club
El Wits University Football Club fue un club de fútbol de Sudáfrica, de la ciudad de Johannesburgo. Fue fundado en 1921 y jugó en la Premier Soccer League hasta que en 2020 vende su plaza al TTM.

## Historia
El equipo se fundó en 1921 por estudiantes de la Universidad de Witwatersrand. En 1975 ascendió a la South African National Football League (primera división). En 1978 consigue su primer título, al ganar la Copa de Sudáfrica (derrotó en la final al Kaizer Chiefs FC).
El equipo también ha ganado el torneo MTN 8 en dos ocasiones.
Actualmente el patrocinador del equipo es Bidvest, con lo que al club también se le conoce con el nombre de Bidvest Wits.
Wits University en la Premier Soccer League
- 2008-09: 6.º
- 2007-08: 12.º
- 2006-07: 13.º
- 2004-05: 16.º
- 2003-04: 4.º
- 2002-03: 3.º
- 2001-02: 7.º
- 2000-01: 13.º
- 1999-00: 6.º
- 1998-99: 11.º
- 1997-98: 8.º
- 1996-97: 12.º

## Uniforme
- Uniforme titular: Camiseta, pantalón y medias blancas.
- Uniforme alternativo: Camiseta, pantalón y medias azules.
- Tercer uniforme: Camiseta amarilla, pantalón y medias negras.

## Estadio
El Wits University juega en el Estadio Bidvest. El estadio tiene una capacidad de 5000 personas.

## Datos del club
- Mayor goleada conseguida: 14-0 (contra el Cardiff City Football Club, 16/09/86)
- Mayor goleada encajada: 1-6 (contra el Kaizer Chiefs FC, 14/10/90)
- Máximo goleador: Peter Gordon con 55 goles
- Más partidos disputados: Peter Gordon, 415 partidos
- Más partidos disputados en una temporada: Andy Geddes, 46 partidos en la temporada 1985-86
- Más goles en una temporada: Frank McGrellis, 29 goles en la temporada 1984-85

## Jugadores

### Plantilla 2018/19
Actualizado a 29 de enero de 2019.

#### Altas y bajas 2018–19 (verano)
| Altas        | Altas     | Altas             | Altas           | Altas |
| Jugador      | Posición  | Procedencia       | Tipo            | Costo |
| ------------ | --------- | ----------------- | --------------- | ----- |
| Fagrie Lakay | Delantero | SuperSport United | Traspaso libre. | --    |

| Bajas           | Bajas          | Bajas             | Bajas            | Bajas |
| Jugador         | Posición       | Destino           | Tipo             | Costo |
| --------------- | -------------- | ----------------- | ---------------- | ----- |
| Reeve Frosler   | Defensa        | Kaizer Chiefs     | Fin de contrato. | --    |
| Mxolisi Macuphu | Centrocampista | SuperSport United | Cesión.          | --    |

## Palmarés

### Torneos nacionales
- Copa de Sudáfrica (1): 1978
- MTN 8 (2): 1984 y 1995
- Telkom Knockout (1): 1995